# 양성철
양성철(梁性喆, 1939년 11월 20일 ~ )은 대한민국의 정치인이다. 제15대 국회의원을 지냈다. 본관은 남원.

## 어린 시절
양성철은 1939년 전라남도 곡성군에서 출생하였다. 서울대학교 정치학과를 졸업했다. 대학 재학 중 군입대를 자원해서 1960-1962년간 복무했다. 1963년 10월부터 한국일보 기자로 근무하기 시작했으나, 1965년 미 하와이대학교 마노아 캠퍼스 동서문화센터 장학생으로, 1967년 하와이 대학교 대학원에서 정치학으로 석사학위를 받았다. 그는 1966년 미 국무성 초청으로 본토를 가는 도중 호놀룰루에 들른 정치인 김대중[15대 대한민국 대통령]을 처음 만난다. 1967년부터 미 켄터키 대학교 대학원에서 박사 학위 과정을 시작, 1970년 이 대학교에서 이승만대통령의 사임과 하와이 망명으로 이어진 1960년 4월 혁명과 1961년 박정희의 집권을 가져온 5월 16일 쿠데타의 비교연구를 주제로 박사학위를 받았다.
박사학위를 받고 같은 해 그는 리치몬드에 소재한 동 켄터키대학교에서 4년간 가르쳤다, 1975년부터 1987년까지 켄터키대학교에서 정교수로, 그리고 대학원 Faculty로 봉직했다. 그는 시카고 애반스톤에 있는 노스웨스턴대학교, 블루밍턴의 인디애나대학교, 노스 캐롤라이나주 펨브로크 주립대학교(Pembroke State University)에서도 초빙교수로 가르쳤다. 미국에 머무르는 동안 그는 북미 한국인 정치학자협회 창립회원으로, 사무총장, 이사로 봉사했다. 그는 미국에서 결혼, 슬하에 두자녀를 두었다. 그는 미국서 인권침해문제로 대학을 상대로한 소송 제기, 박정희 유신체제에 대한 반대/절망, 당시 소련에서 열린 세계정치학회총회 참가에 따른 비자문제 등 복합적인 이유로 1977년 미국시민권을 취득했다.
1986년 봄 학기 서울대학교 정치학과 초빙교수로 한국에 돌아왔다. 그 해 가을 학기부터 그는 경희대학교 평화복지대학원(Graduate Institute of Peace Studies) 정교수로 1996년까지 교학부장과 원장대행 등을 역임하며 가르쳤다. 그는 귀국하자 마자 국적회복 신청을 하여,1989년 미국시민권을 포기했다.1994년 한국국제정치학회 회장으로 봉사했다.
그는 1996년 선거에서 제15대 국회의원으로 선출되어 국회 통일외무위원회 위원, 간사로 활약했다. 1998년 그는 새정치국민회의 전라남도 도당위원장 직무대행이 되었다.

## 대사직
양성철대사(왼편) 미 육군성 장관 토마스 화이트, 예비역 육군중장 줄리어스 벡턴이 2001년 한국전 참전 흑인 참전용사들을 위한 조화를 봉헌하고 있다.

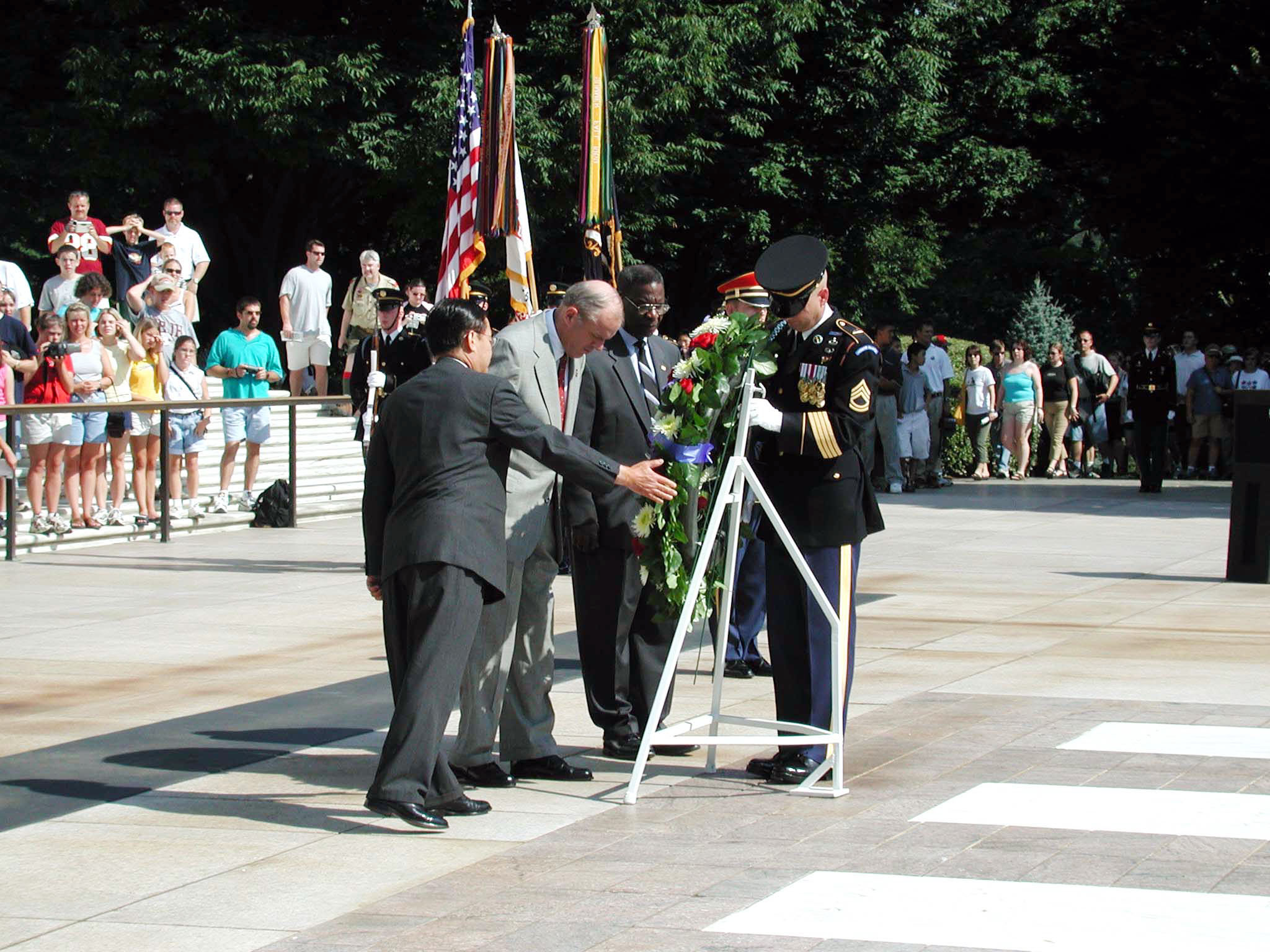

2000년5월 제1차 남북정상회담에 앞서, 한국의 언론들은 양성철의원이 차기 주미대사로 임명되었다고 보도하기 시작했다. 양대사의 임명은 그의 정치적 외교적 경험이 상대적으로 적은 점을 고려할 때 파격적인 인사였다.
스트랫포(Stratfor)는 그의 주미대사 임명과 함께 40년 경력의 외교관이자 통상전문가 홍순영을 주중대사로 임명한 김대중 대통령의 선택을 햇빛정책을 적극 추진하려는 노력의 일환이라고 분석했다. 북한문제 전문가인 양성철을 워싱턴에 보낸 것은 평양을 향한 한국의 정책의 자율성을 상징하는 반면, 홍순영의 역할은 중국과의 관계를 증진하고 남북한간 화해에 대한 베이징의 지지를 확보하기 위한 것이었다. 양대사는 2003년 2월 중순 퇴임하는 김대중 대통령에게 사표를 친서로 제출했고, 그의 후임 주미대사로 한승주가 임명되었다.

## 이후 활동
그 뒤 그는 부인과 함께 귀국했다. 그는 고려대학교 석좌교수로 임용되어, 2003~2008년까지 가르쳤다. 그는 또한 2003년 8월부터 지금까지 김대중 평화재단 자문위원, 자문위원장, 고문으로 일하고 있다.
양성철 이정진 강의 시리즈를 미국 하와이대학교 기금재단에 기부금을 2015년 7월 28일 약정하고, 2021년 6월 8일 수정, 하와이 대학교 마노아 캠퍼스, 호놀룰루에서 2년마다 한국학이나 아시아 문제에 탁월한 교수를 초청하는 강의 시리즈가 진행중이다.

## 학력
- 곡성 중앙초등학교
- 곡성중학교
- 광주고등학교
- 서울대학교 정치과
- 미하와이대석사

## 경력
- 미켄터키대박사ㆍ미켄터키대교수
- 경희대교수
- 국방부ㆍ외무부ㆍ통일원정책자문위원
- 유네스코운영위원
- 한국국제정치학회회장
- 통일외무위원회위원
- 국민회의국제협력위원장
- 예산결산특별위원회위원
- 주미국대사관대사
- 고려대 국제대학원 석좌교수
- 제15대 국회의원 (전남 곡성·구례) 국민회의

## 역대 선거 결과
| 실시년도 | 선거   | 대수 | 직책     | 선거구             | 정당           | 득표수   | 득표율          | 순위 | 당락 | 비고 |
| -------- | ------ | ---- | -------- | ------------------ | -------------- | -------- | --------------- | ---- | ---- | ---- |
| 1996년   | 총선   | 15대 | 국회의원 | 전남 곡성군·구례군 | 새정치국민회의 | 28,251표 | \| \| 70.37% \| | 1위  |      | 초선 |
|          | 70.37% |      |          |                    |                |          |                 |      |      |      |

## 주요 저술
English
•	Revolution and change: a comparative study of the April Student Revolution of 1960 and the May Military coup d'etat of 1961 in Korea. Doctoral dissertation. University of Kentucky. 1970. OCLC 9114852.
•	Revolution and change: a comparative study of the April Student Revolution of 1960 and the May Military coup d'etat of 1961 in Korea. Seoul: Korea University Press. 2015. ISBN 978-89-7641-892-0.
•	Korea and Two Regimes: Kim Il Sung and Park Chung Hee. Cambridge, Massachusetts: Schenkman Publishing Co. 1981. ISBN 978-0-87073-605-6. OCLC 6708895.
•	The North and South Korean political systems: A comparative analysis. Boulder, Colorado: Westview Press. 1994. ISBN 978-89-7225-021-0. OCLC 29845380.
•	Polemics & Foibles: Fragments on Korean Politics, Society and Beyond. Seoul: Seoul Press. 1998. ISBN 978-89-7225-089-0. OCLC 43308171.
•	As editor. Democracy and Communism: Theory, Reality and the Future. The KAIS International Conference Series No. 3. Seoul: The Korean Association of International Studies. 1995. OCLC 45268467.
•	With James Lilley et al.,Ambasadors' Memoir: U.S.-Korea Relations Through the Eyes of the Ambassadors. Washington, D.C.: Korea Economic Institute. 2008. ISBN 978-0-9747141-5-8.

Korean
•	With Pak Han-sik et al. 북한 기행: 재미 한국인 학자 9인이 본 80년대 북한 [A Journey to North Korea: 1980s North Korea as seen by nine Korean scholars from the U.S., Berkeley, University of California, 1983]. Seoul: 한울출판사. 1986. OCLC 19388626.
•	남북통일 이론의 새로운 전개 [A New Approach to Unified Korea]. 통일연구 시리즈 no. 5. Seoul: 경남대학교 극동문제연구소. 1989. OCLC 22827347.
•	With Park Sung-Jo. 독일통일과 분단한국 [United Germany and Divided Korea]. 통일연구 시리즈 No. 6. Seoul: 경남대학교 극동문제연구소. 1991. OCLC 27851661.
•	한국정부론: 역대정권 고위직 행정 엘리트 연구(1948-1993) [On The Government of the Republic of Korea: A Study of Top Administrative Elites from 1948 to 1993]. Seoul: Pakyong-sa. 1994. ISBN 89-10-40082-X.
•	북한정치 연구 [A Study of North Korean Politics] (2nd ed.). Seoul: Pakyong-sa. 1995. ISBN 89-10-40091-9.
•	Co-edited with Kang Sung-hak. 북한외교정책 [North Korea's Foreign Policy]. Seoul: Seoul Press. 1995. ISBN 89-7225-059-7.
•	With Lee Yong-pil. 북한체제변화와 협상전략 [Negotiation Strategy to Transform the North Korean Political System]. Seoul: Pakyong-sa. 1996. ISBN 89-10-40093-5.
•	삶의 정치: 이제 정치도 새롭게 태어나자 [Politics for Every Day Life]. 서울 프레스. 1997. ISBN 89-7225-082-1.
•	물구나무서기 정치 [On Topsyturvy Politics]. 서울 프레스. 1998. ISBN 89-7225-091-0.
•	통일: 우리도 분단을 극복할 수 있다, Volume I and II [Unification: We Can Overcome Division]. 서울 프레스. 1999. ISBN 89-7225-113-5.
•	움: 민구의 작은 발견. Seoul: 현대시문학. 2007. ISBN 978-89-90520-57-9.
•	With 이정복. 21세기 한국 정치의 발전방향. Seoul: 서울대학교 출판부. 2009. ISBN 978-89-521-0970-5.
•	한국 외교와 외교관: 양성철 전주미대사. Seoul: Korea National Diplomatic Academy. 2015. ISBN 979-11-952526-4-0.
•	With 이상근,김대중 외교: 비전과 유산 [Kim Dae-jung Diplomacy:Vision and Legacy]. Seoul: 연세대학교 출판문화원. 2015. ISBN 978-89-6850-124-1.
•	학문과 정치: 막스 베버와 21세기 전자 인간시대 [Science and Politics: Max Weber and Homo Electronicus in the 2lst Century]. Seoul: 고려대학교 출판문화원. 2017. ISBN 978-89-7641-944-6.
•	글이 금이다[Classic is Gold]. 서울: 박영사. 2019. ISBN 978-89-10-98010-0 03800
상훈
```
  • 곡성초등학교 100주년 학교를 빛낸 동문상, 2012년, 곡성군
  • 자랑스러운 광고인, 1998년, 광주고등학교 총동문회
```

```
  • 광주고 자랑스러운 동문[an Outstanding Alumnus], 2004년, 재경광주고등학교동문회
```

```
  • 광주고 동문 영예대상, 2021년, 광주고 동문회

  • 학교를 빛낸 졸업생 전당, 미 켄터키대학교, 2010년, 렉싱턴, 켄터키주
  • 미 하와이 동서문화 센터(East-West Center) 50년과 50개 이야기, 2010년
  • 곡성군 올해의 인물, 2000년, 전라남도 곡성군
  • 4월 학생혁명 3주년 대통령 건국포장, 1963
```